# Linia kolejowa nr 150
Linia kolejowa nr 150 – zelektryfikowana, jedno i dwutorowa, pierwszorzędna (na odcinku do km 2,504 magistralna) linia kolejowa znaczenia państwowego łącząca posterunek odgałęźny Most Wisła ze stacją kolejową Chybie.